# Maków (Petite-Pologne)
Pour les articles homonymes, voir Maków.
Maków est une localité polonaise de la gmina de Gołcza, située dans le powiat de Miechów en voïvodie de Petite-Pologne.